# Adamuz
Adamuz est une commune de la communauté autonome d'Andalousie, dans la province de Cordoue, en Espagne.

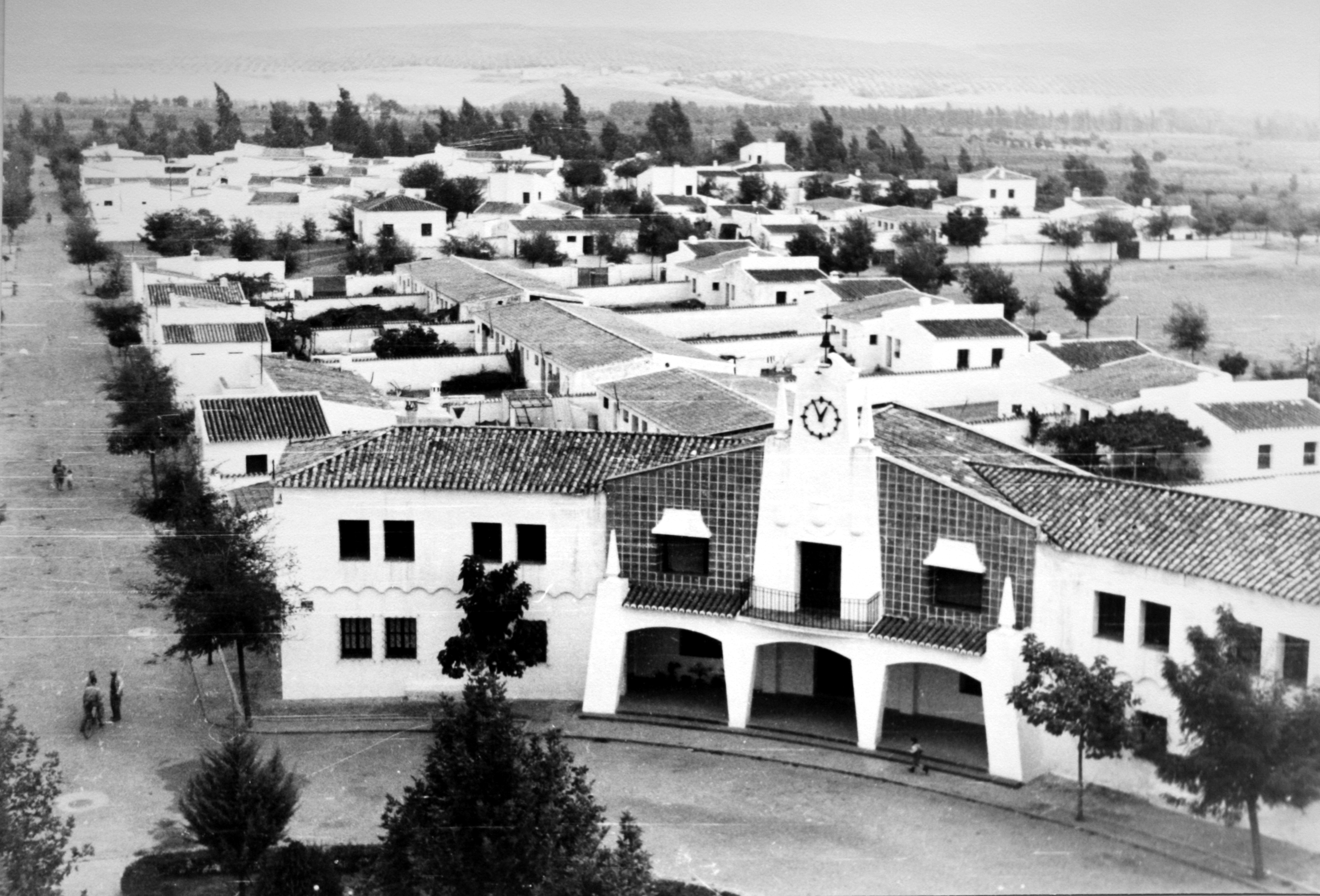
Vue du bâtiment de la mairie, du dispensaire et de la poste.

## Géographie
Adamuz est une commune espagnole, dans la province de Cordoue en Andalousie.

## Administration
| Période                                  | Période | Identité            | Étiquette | Qualité |
| ---------------------------------------- | ------- | ------------------- | --------- | ------- |
| 1979                                     | 1987    | Pedro Galan         | PSOE      | Maire   |
| 1987                                     | 1999    | Manuel Caballero    | N/A       | Maire   |
| 1995                                     | 1999    | Manuel Leyva Jiméne | PSOE      | Maire   |
| 1999                                     | 2003    | Manuel Leyva Jiméne | PSOE      | Maire   |
| 2003                                     | 2007    | Manuel Leyva Jiméne | PSOE      | Maire   |
| 2007                                     | 2011    | Manuel Leyva Jiméne | PSOE      | Maire   |
| Les données manquantes sont à compléter. |         |                     |           |         |

## Personnalités liées
- Gata Cattana, rappeuse, y est née.